# Acoetes bataensis
Acoetes bataensis är en ringmaskart som beskrevs av Pettibone 1989. Acoetes bataensis ingår i släktet Acoetes och familjen Acoetidae. Inga underarter finns listade i Catalogue of Life.